# Cerro Real (Paraguay)
El Cerro Real es un montículo o elevación situado en el Departamento de Cordillera de la República del Paraguay, en la jurisdicción del municipio de Caacupé a 57 kilómetros de la capital del país, Asunción. Se encuentra situado a 500 metros de la ruta nacional n° 2 "Mariscal Estigarribia". Esta cumbre pertenece al grupo de cerros y colinas de la Cordillera de los Altos. Su pico o cota es de 300 metros sobre el nivel del mar. 

## Ubicación en el mapa
25°23′6″S 57°4′33″O / -25.38500, -57.07583